# Florence Scovel Shinn

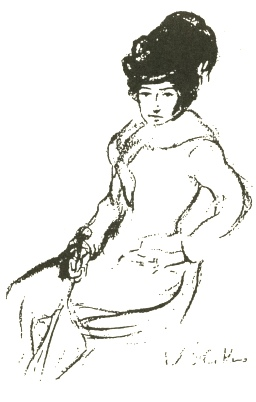
La Scovel Shinn in un'illustrazione

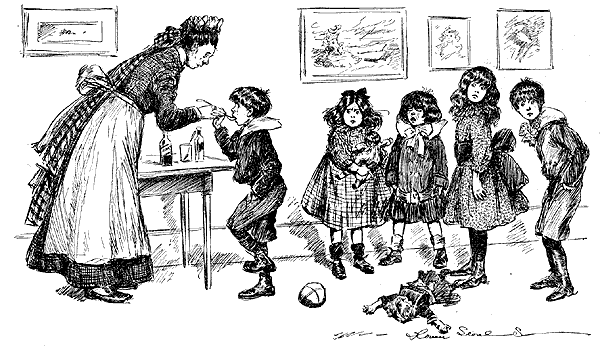

(da Il gioco della vita, 1925)
Florence Scovel Shinn (Camden, 24 settembre 1871 – 17 ottobre 1940) è stata un'illustratrice, scrittrice e artista statunitense, nota specialmente per il suo libro del 1925 Il gioco della vita.

## Biografia
Nata nel 1871 nel New Jersey, Florence Scovel si trasferisce in seguito a Philadelphia per frequentare l'accademia di belle arti e in questa città conosce il suo futuro marito, l'artista Everett Shinn. Dopo il matrimonio si trasferiscono a New York, dove ciascuno prosegue indipendentemente la propria carriera artistica fino al 1912, anno in cui divorziano.
Il coinvolgimento di Florence come autrice di libri afferenti alla scuola di pensiero del New Thought inizia nel 1925 con la pubblicazione di quello che rimane il suo libro più noto: "Il gioco della vita", che comprende citazioni bibliche e aneddoti di vita vissuta per illustrare la comprensione dell'autrice circa Dio e l'uomo. Seguono nel 1928 "La tua parola è una bacchetta magica" e nel 1940 "La porta segreta del successo". "Il potere della parola" è una raccolta di appunti e note compilata dai suoi studenti dopo la sua morte, nel 1945.

## Filosofia
Florence Scovel Shinn è tra gli esponenti più importanti della corrente del New Thought e le sue opere, in particolare Il gioco della vita, sono oggi considerate dei classici di tale movimento.
La famosa esponente del pensiero positivo Louise Hay cita Florence Scovel Shinn come una delle sue primarie fonti di ispirazione.